# Bezirk Békés

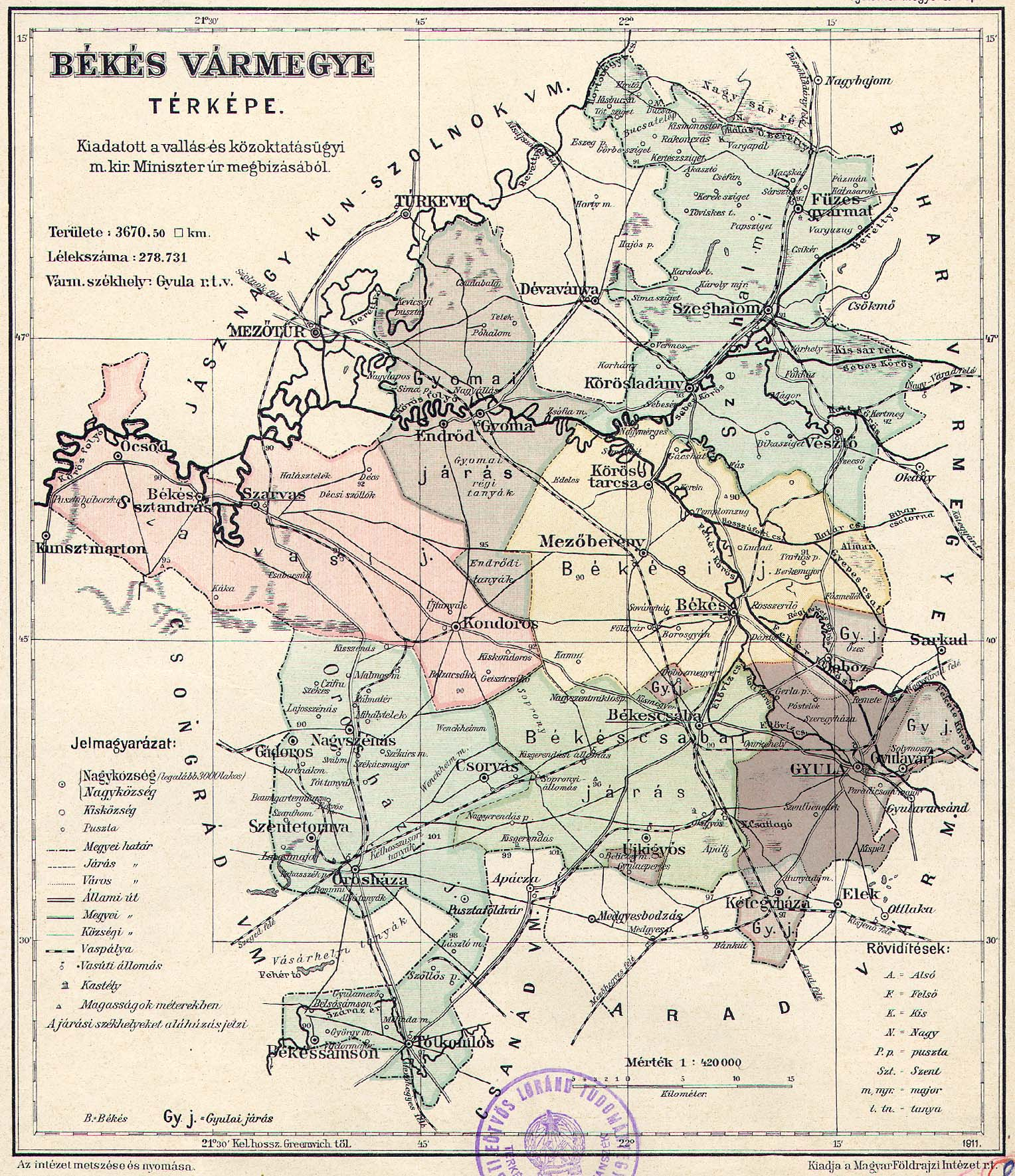
Bezirk Békés (hellgelb markiert) in der östlichen Mitte des Komitats Békés

Der Bezirk Békés (auch Stuhlbezirk Békés, ungarisch Békési járás) war eine ungarische Verwaltungseinheit im Komitat Békés. Der Bezirk Békés lag in der östlichen Mitte des Komitats. Er grenzte im Norden an den Bezirk Szeghalom, im Osten an das Komitat Bihar, im Süden an den Bezirk Gyula und den Bezirk Békéscsaba sowie im Westen an den Bezirk Szarvas und den Bezirk Gyoma. Die Landschaft des Bezirks war eben und geprägt durch den Fluss Fehér-Körös sowie die Kanäle Hosszúfoki csatorna, Határ csatorna und Gyepes csatorna. Der Bezirk hatte im Jahr 1913 insgesamt 45.810 Einwohner. Der Verwaltungssitz befand sich in der Großgemeinde Békés. Der Bezirk wurde im Zuge der Verwaltungsreform 1950 zusammen mit dem Komitat Békés aufgelöst.

## Übersicht der Orte im Bezirk Békés (Stand 1913)
|               | Ortsname    | Einwohnerzahl | Häuser | Fläche (Katastraljoche) |
| Großgemeinden | Békés       | 26.875        | 5.682  | 60.901                  |
|               | Köröstarcsa | 5.650         | 1.238  | 15.493                  |
|               | Mezőberény  | 13.285        | 3.179  | 25.461                  |
|               |             |               |        |                         |
|               | gesamt      | 45.810        | 10.099 | 101.855                 |